# Dicyma vesiculifera
Dicyma vesiculifera är en svampart som beskrevs av Kris A. Pirozynski 1972. Dicyma vesiculifera ingår i släktet Dicyma och familjen kolkärnsvampar.   Inga underarter finns listade i Catalogue of Life.